# Alte Buchenwälder und Buchenurwälder der Karpaten und anderer Regionen Europas
Unter der Bezeichnung Alte Buchenwälder und Buchenurwälder der Karpaten und anderer Regionen Europas führt die UNESCO zahlreiche räumlich getrennte Buchenwaldgebiete in 18 europäischen Ländern als Weltnaturerbe. Die Gesamtfläche der eingetragenen Buchenwälder beträgt 92.023 Hektar, wovon rund 30 Prozent in der Ukraine liegen.
Vor der Erweiterung im Jahr 2017 hieß das Welterbe Buchenurwälder in den Karpaten und alte Buchenwälder in Deutschland und umfasste 15 räumlich getrennte Gebiete in Deutschland, der Slowakei und der Ukraine mit einer Gesamtfläche von 33.671 Hektar. In Deutschland handelt es sich bis auf winzige urwaldartige Reliktflächen um naturnahe Altwälder, während die Bestände in den Karpaten als echte Urwälder bezeichnet werden.
Die Urwälder in der Slowakei und ein Teil der Wälder in der Ukraine waren bereits 2007 als transnationales Naturerbe unter der Bezeichnung Buchenurwälder in den Karpaten in die Liste des UNESCO-Welterbes aufgenommen worden. Eine erste Erweiterung um fünf deutsche alte Buchenwälder war 2011 erfolgt.

## Aufnahme
Im Jahr 2007 wurden zehn slowakische und ukrainische Buchenwälder der Waldkarpaten in den Kanon des Welterbes aufgenommen; 2011 erfolgte eine Ergänzung durch fünf ausgewählte deutsche Rotbuchenwälder. Im Jahr 2017 wurde die Liste durch 63 weitere Einträge ergänzt; nach einer nochmaligen Erweiterung im Jahr 2021 umfasst dieses Naturerbe nunmehr 94 Waldgebiete in 18 europäischen Ländern. Die Liste umfasst Buchenwälder aus verschiedenen phytogeografischen Zonen wie dem illyrischen Klima, dem Mittelmeerklima oder aus dem Alpenklima.

## Einzelne Wälder

### Albanien (seit 2017)
- Naturreservat Lumi i Gashit – 1.262 ha
- Rrajca – Teil des 2008 gegründeten Nationalpark Shebenik-Jablanica – 2.129 ha[5]

### Belgien (seit 2017)
- Teile des Sonienwalds – 269 ha[6]

### Bosnien und Herzegowina (seit 2021)
- Prašuma Janj – 295,04 ha

### Bulgarien (seit 2017)
- Neun Naturreservate im Nationalpark Zentralbalkan – 10.989 ha

### Deutschland (seit 2011)
insgesamt 4.391 ha alte, naturnahe Altwälder
- Grumsiner Forst (Brandenburg) – 590 ha, Gründung 1990
- Nationalpark Kellerwald-Edersee (Hessen) – 1.467 ha, Gründung 2004
- Nationalpark Jasmund (Mecklenburg-Vorpommern) – 493 ha, Gründung 1990
- Serrahner Buchenwald (Mecklenburg-Vorpommern) – 268 ha, Gründung 1990
- Nationalpark Hainich (Thüringen) – 1.573 ha, Gründung 1997

### Frankreich (seit 2021)
- Chapitre Petit-Buëch – 371,3 ha
- Massane – 121,49 ha
- Grand Ventron – 257 ha

### Italien (seit 2017, Erweiterung 2021)
- Valle Cervara, Selva Moricento, Coppo del Morto, Coppo del Principe und Val Fondillo im Nationalpark Abruzzen, Latium und Molise – 936 ha
- Cozzo Ferriero im Nationalpark Pollino – 96 ha
- Foresta Umbra im Nationalpark Gargano – 182 ha
- Monte Cimino – 58 ha
- Monte Raschio im Naturpark Bracciano – Martignano – 74 ha
- Sasso Fratino im Nationalpark Foreste Casentinesi – 781 ha

### Kroatien (seit 2017)
- Teile des Nationalparks Paklenica – 2.032 ha
- Hajdučki i Rožanski kukovi im Nationalpark Nördlicher Velebit – 1.289 ha

### Nordmazedonien (seit 2021)
- Tal des Dlaboka Reka im Mavrovo-Nationalpark – 193 ha

### Österreich (seit 2017, Erweiterung 2023)
- Wildnisgebiet Dürrenstein-Lassingtal (Urwald Rothwald), (Niederösterreich, Steiermark) – 3.685 ha
- Teile des Nationalparks Kalkalpen (Oberösterreich) – 5.252 ha[7] (hier stehen die beiden ältesten datierten Buchen Zentraleuropas)

### Polen (seit 2021)
- Bieszczadzki-Nationalpark (Waldkarpaten) – 3.472 ha

### Rumänien (seit 2017)
- Nationalpark Cheile Nerei-Beușnița – 4.292 ha
- Codrul Secular Șinca – 338 ha
- Codrul Secular Slătioara – 609 ha
- Teile des Nationalparks Cozia – 3.389 ha
- Teile des Nationalparks Domogled-Valea Cernei – 9.732 ha
- Izvorul Șurii und Preluci bei Groșii Țibleșului – 346 ha
- Izvoarele Nerei im Nationalpark Semenic-Cheile Carașului – 4.677 ha
- Strimbu Băiuț – 598 ha

### Schweiz (seit 2021)
- Wald am Bettlachstock – 195,43 ha
- Valle di Lodano, Busai und Soladino – 806,78 ha

### Slowakei (seit 2007, Erweiterung 2021)
insgesamt 5.766 ha urwaldartige Naturwälder
- Nationalpark Poloniny:
  - Havešová Naturreservat  – 168 ha, Gründung 1964 (hier wachsen mit bis zu 54 m die höchsten Buchen der Welt)
  - Stužica / Bukovské vrchy – 1.742 ha, Gründung 1997/1973 (große Höhenunterschiede, Rückkehr von Elch und Wisent / Geröll-Wälder mit Bergahorn und Esche)
  - Rožok Naturreservat – 74 ha, Gründung 1965
  - Udava – 456 ha
- Landschaftsschutzgebiet Vihorlat
  - Vihorlatský prales – 2.407 ha

### Slowenien (seit 2017)
- Krokar – 75 ha
- Snežnik-Ždrocle – 720 ha

### Spanien (seit 2017)
- Hayedos de Ayllon (Tejera Negra und Montejo) im Naturpark Sierra Norte de Guadalajara – 327 ha
- Hayedos de Navarra (Lizardoia und Aztaparreta) – 235 ha
- Hayedos de Picos de Europa (Cuesta Fria und Canal de Asotin) im Nationalpark Picos de Europa – 323 ha

### Tschechien (seit 2021)
- Isergebirge – 444,81 ha

### Ukraine (seit 2007, Erweiterung 2017)
- Biosphärenreservat Karpaten in der Oblast Transkarpatien:
  - Tschornohora – 2.477 ha, Gründung 1968 (1912) (hochmontaner Buchenmischurwald mit Nadelbäumen, letztes Habitat des Nerzes)
  - Kusij/Trybuschany – 1.370 ha, Gründung 1990 (Eichen-Buchenwälder, wärmeliebende Flora)
  - Marmarosch – 2.244 ha, Gründung 1990 (1907) (Tannen-Buchen-Urwälder)
  - Uholka-Schyrokyj Luh – 11.860 ha, Gründung 1968 (weltweit größter zusammenhängender Standort von Rotbuchenurwäldern)
  - Swydiwez – 3.031 ha, Gründung 1997 (höchstes Verbreitungsgebiet reiner Buchenwaldbestände innerhalb des Weltnaturerbes)
- Stuschyzja-Uschok, Naturpark – 2.532 ha, Gründung 1908 (ältestes europäisches Rotbuchenreservat mit Zwergbuchenwäldern)
- Gorgany – 753 ha
- Rostotschtschja – 385 ha
- Sataniwska datscha – 212 ha
- Darwajka, Kwassowez, Strymba und Wilschany beim Synewyr – 2.865 ha
- Irschawka und Welykyj Dil im Nationalpark Satscharowanyj Kraj – 1.258 ha

## Bilder

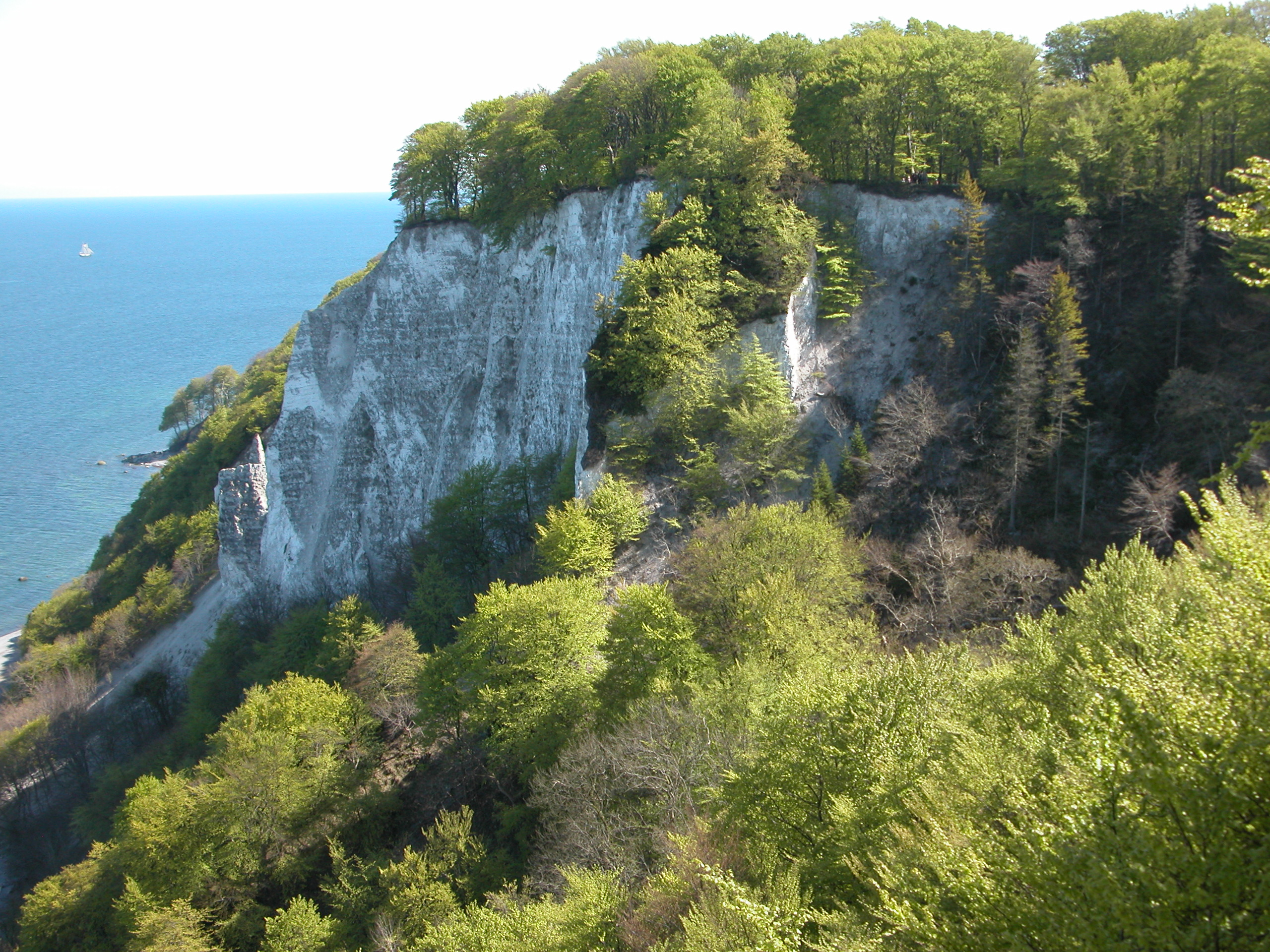
Nationalpark Jasmund (Mecklenburg-Vorpommern)
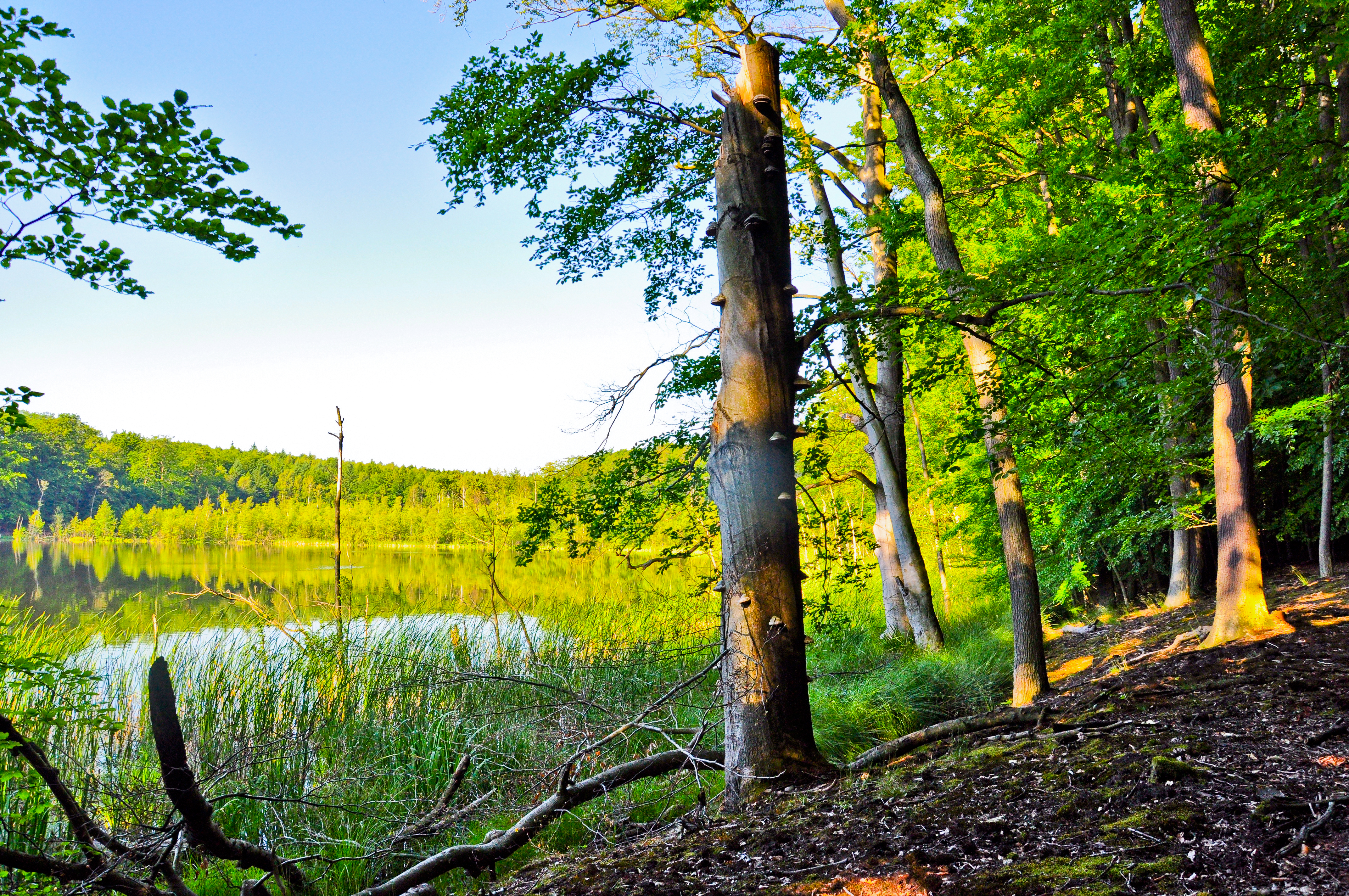
Grumsiner Forst (Brandenburg)
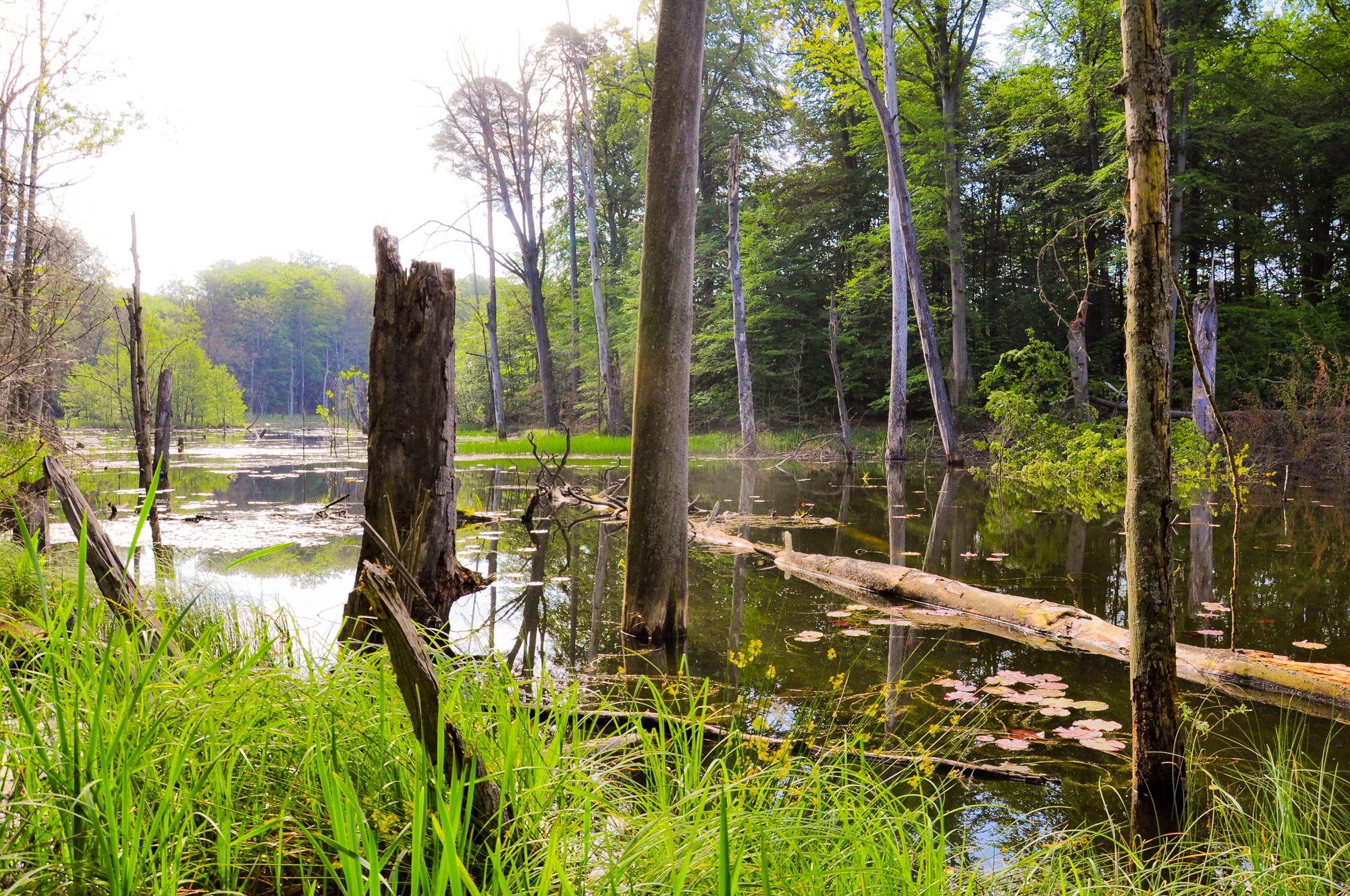
Serrahner Urwald (Mecklenburg-Vorpommern)
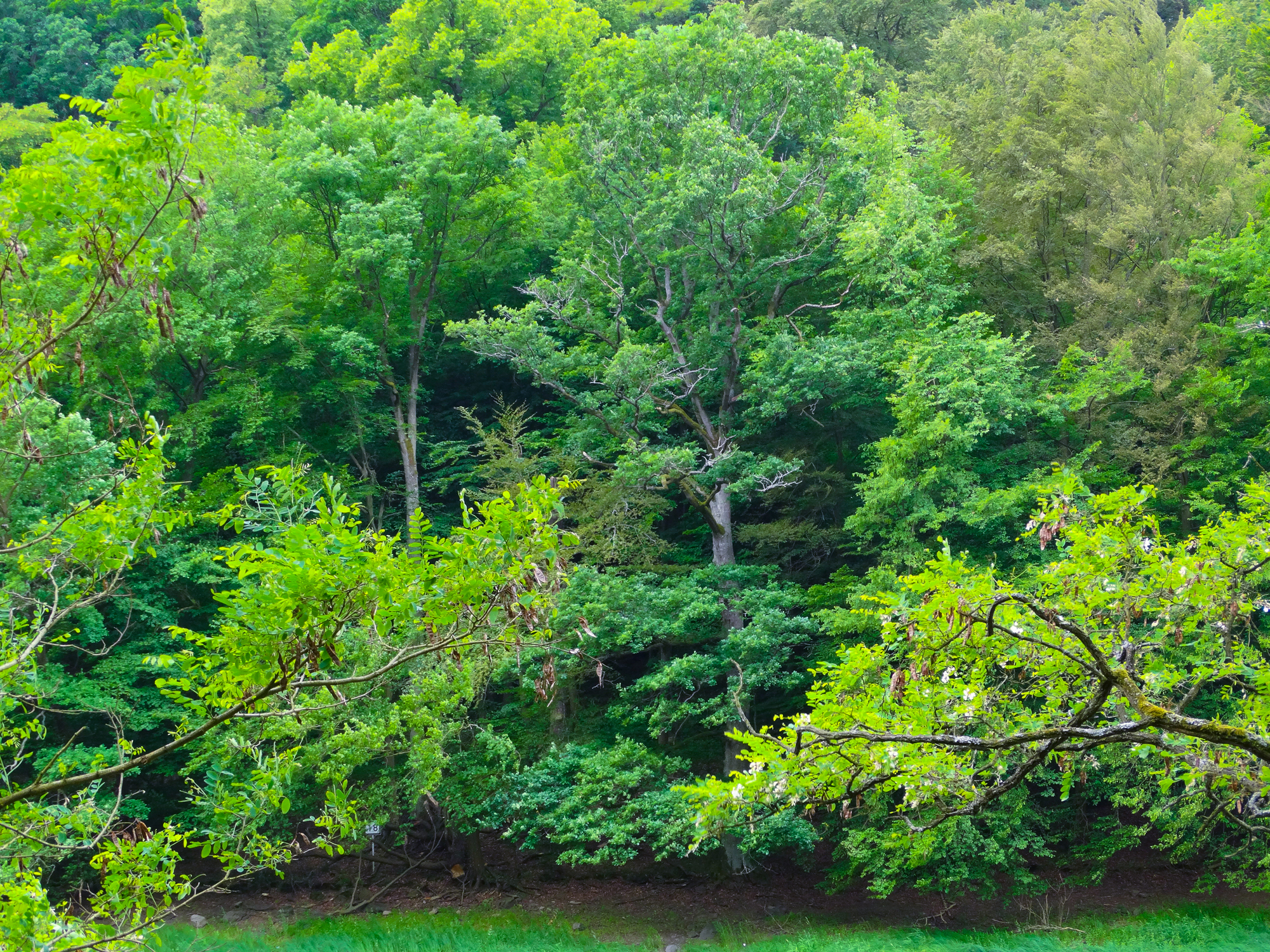
Nationalpark Kellerwald-Edersee (Hessen)
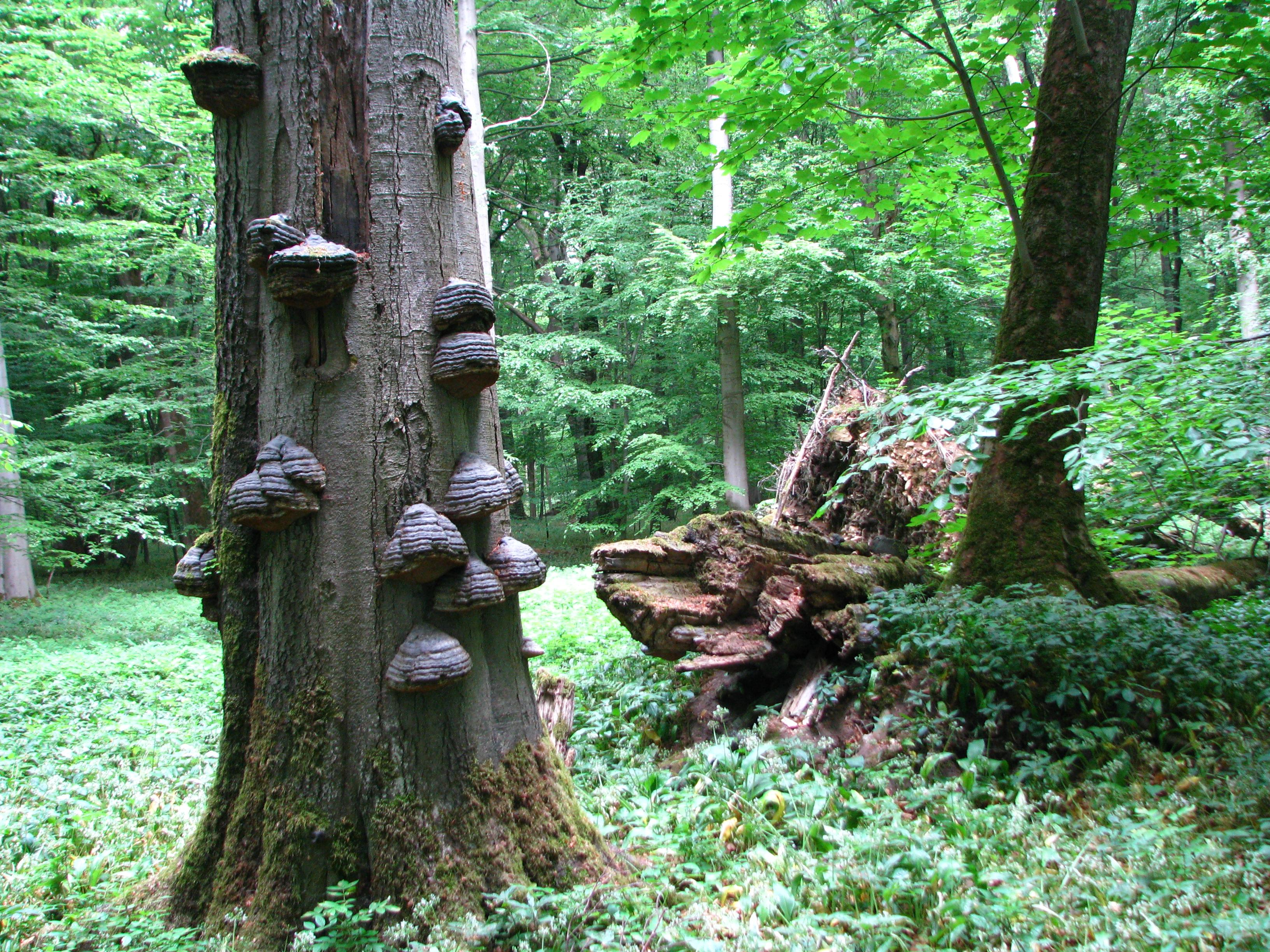
Nationalpark Hainich (Thüringen)
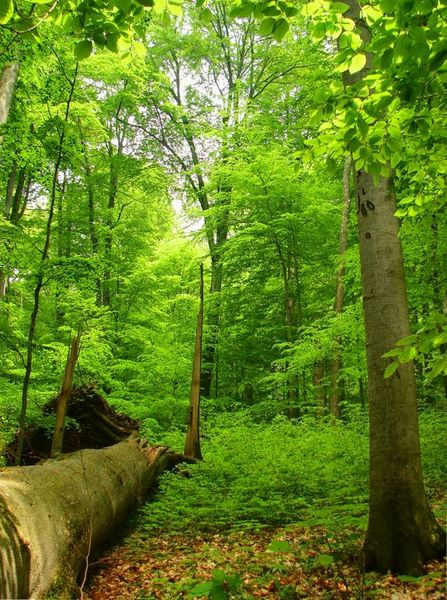
Havešová, Nationalpark Poloniny (Slowakei)
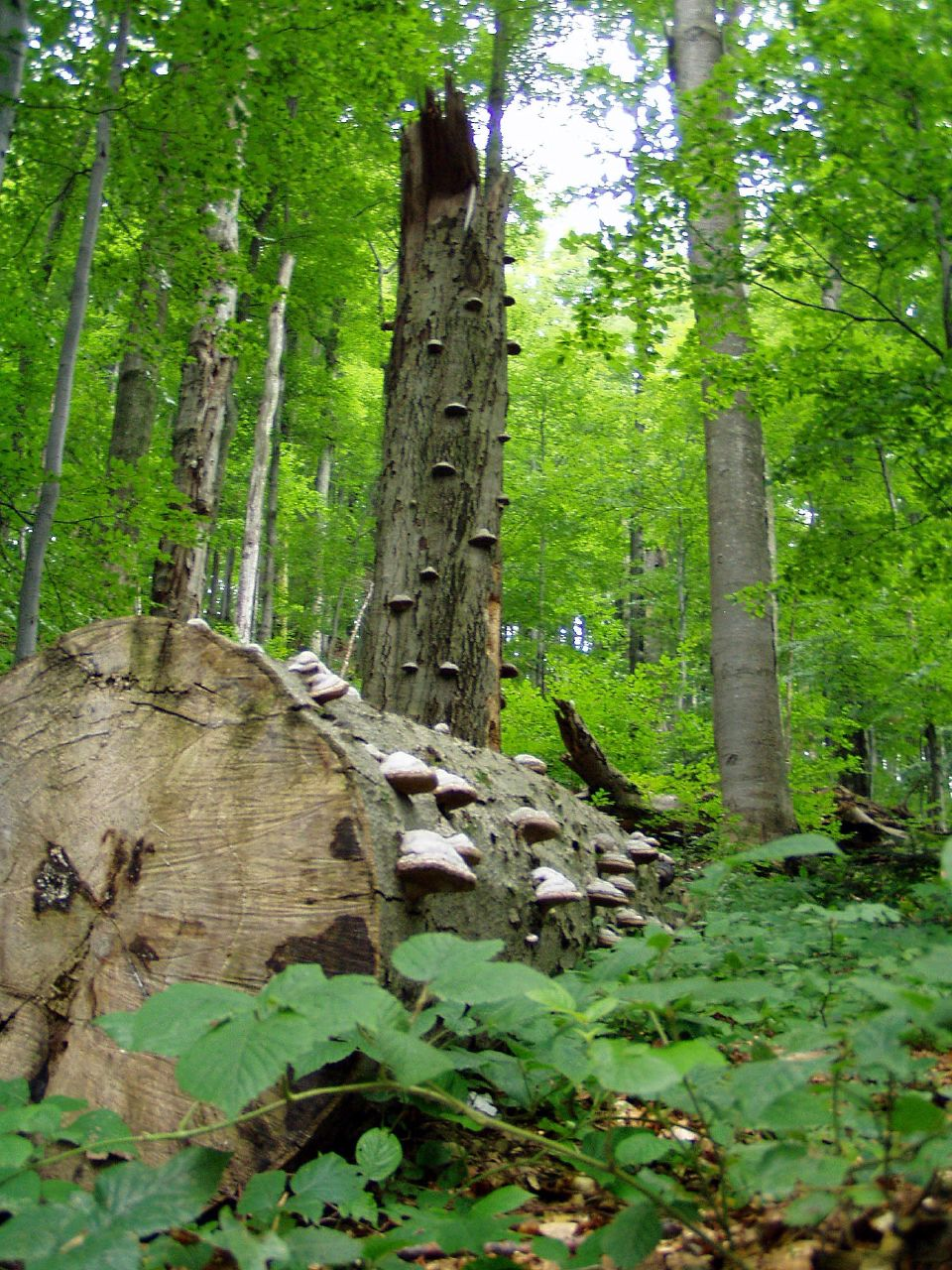
Stužica, Nationalpark Poloniny (Slowakei)
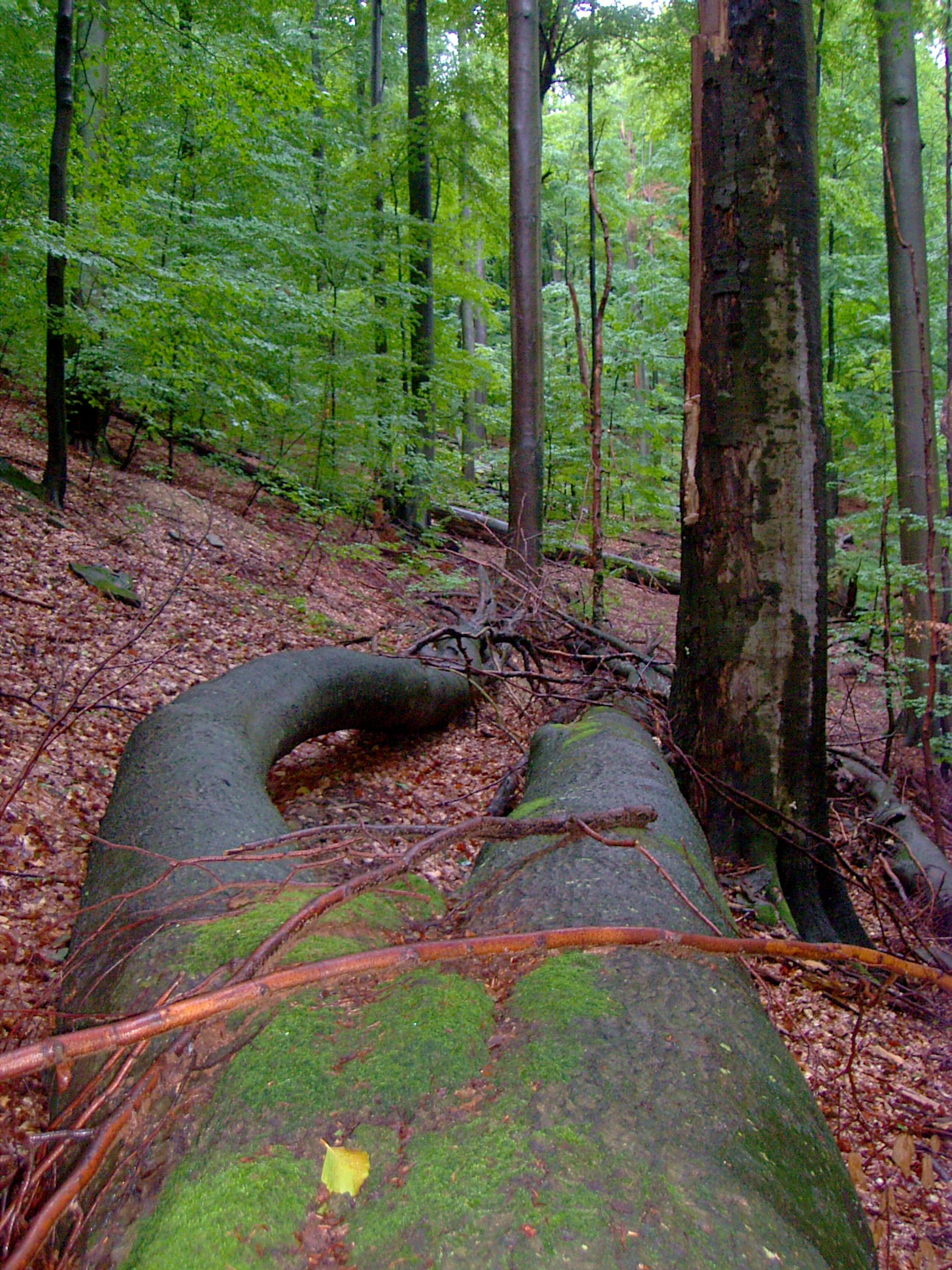
Rožok, Nationalpark Poloniny (Slowakei)
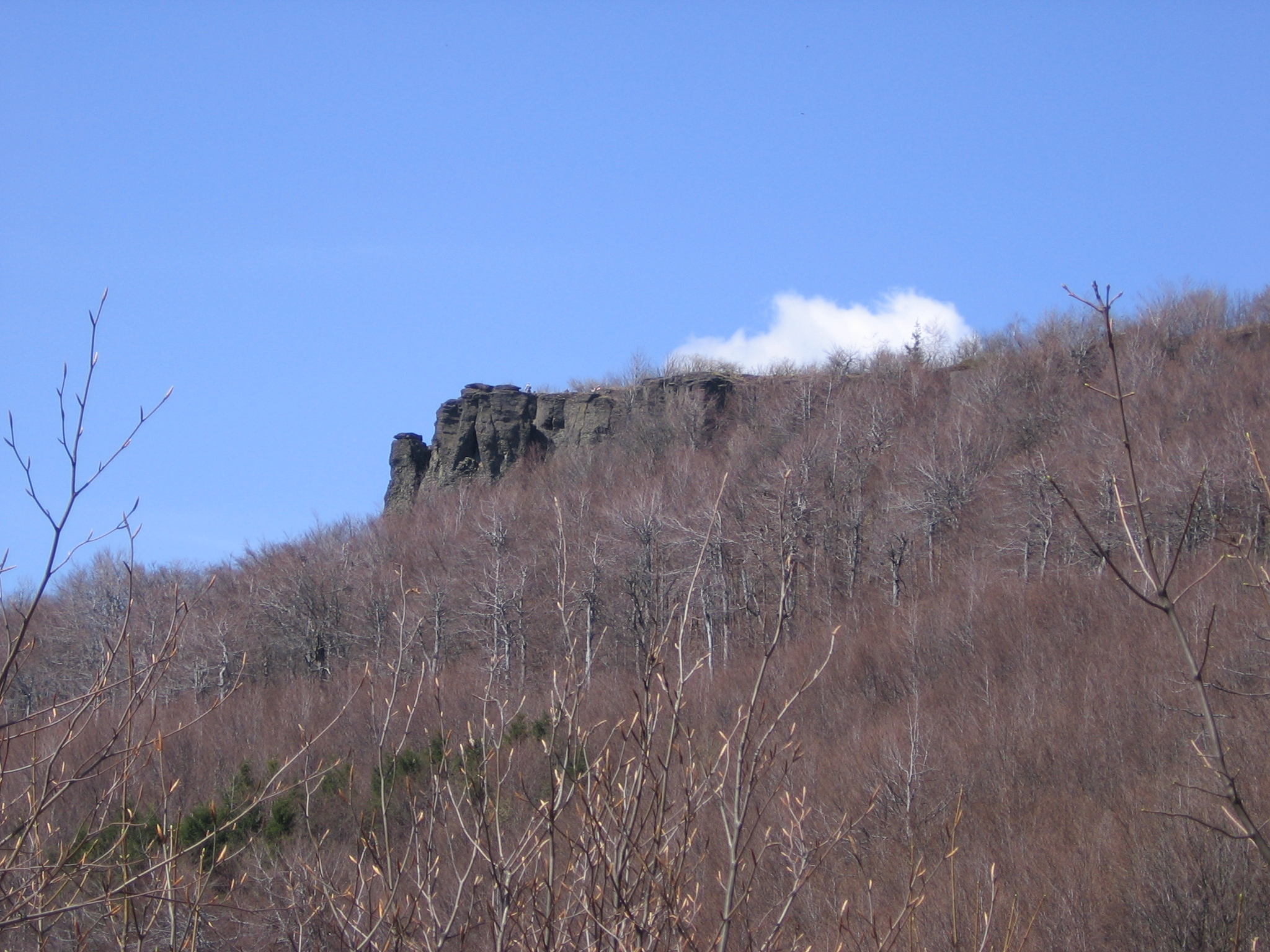
Vihorlatský prales im Landschaftsschutzgebiet Vihorlat (Slowakei)
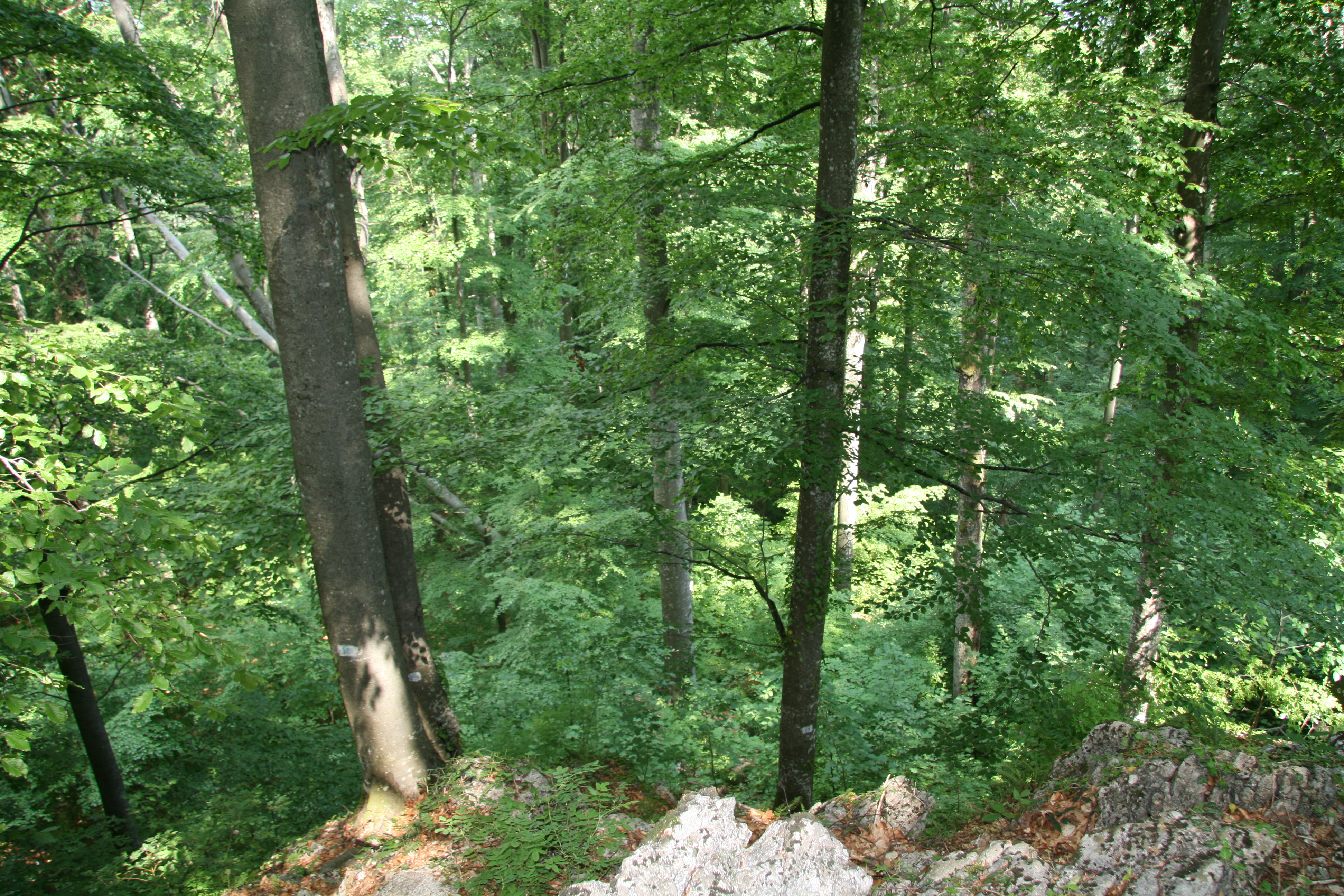
Tschornohora, Biosphärenreservat Karpaten (Ukraine)
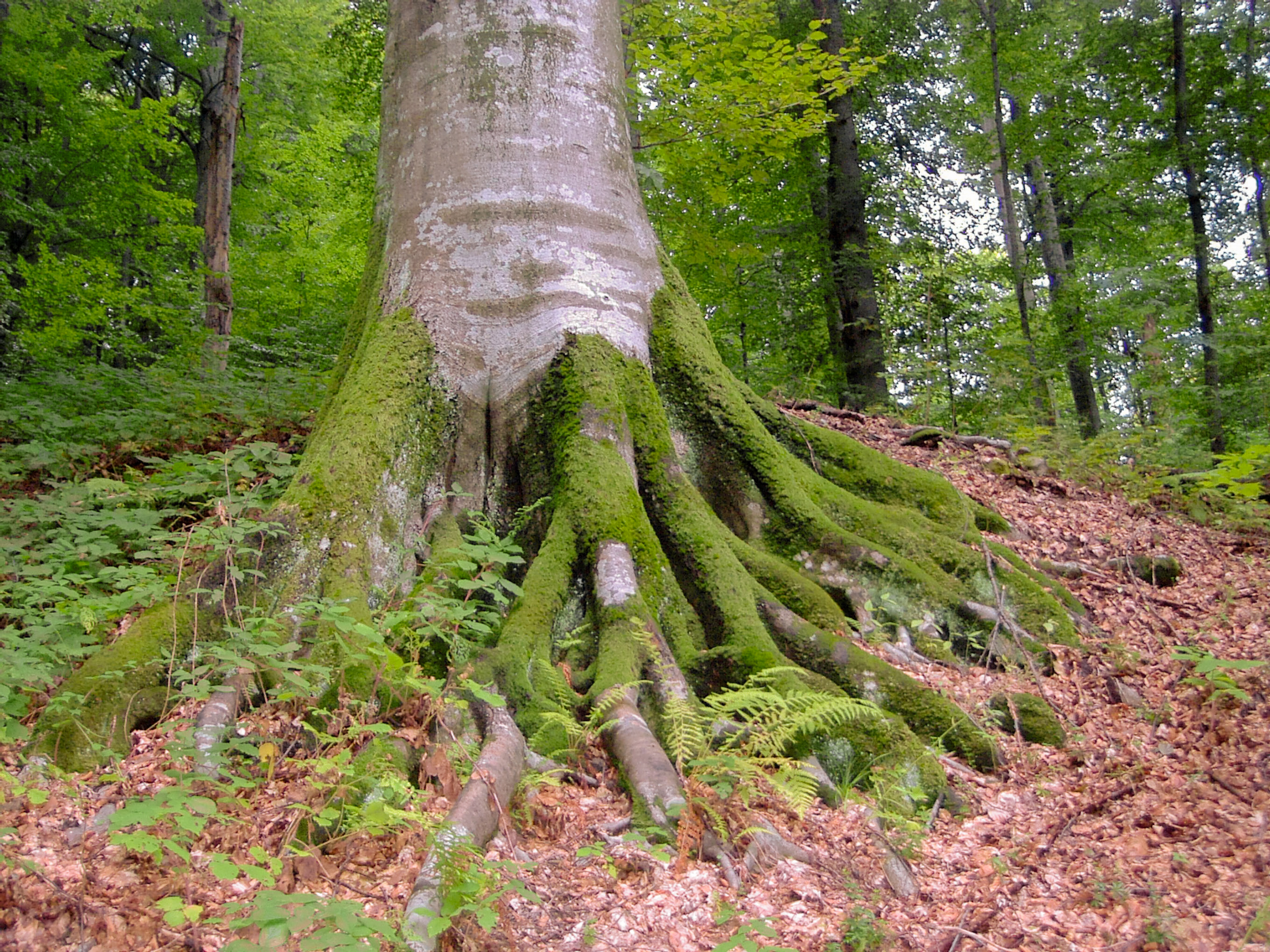
Uholka-Shyrokyi Luh (Ukraine)
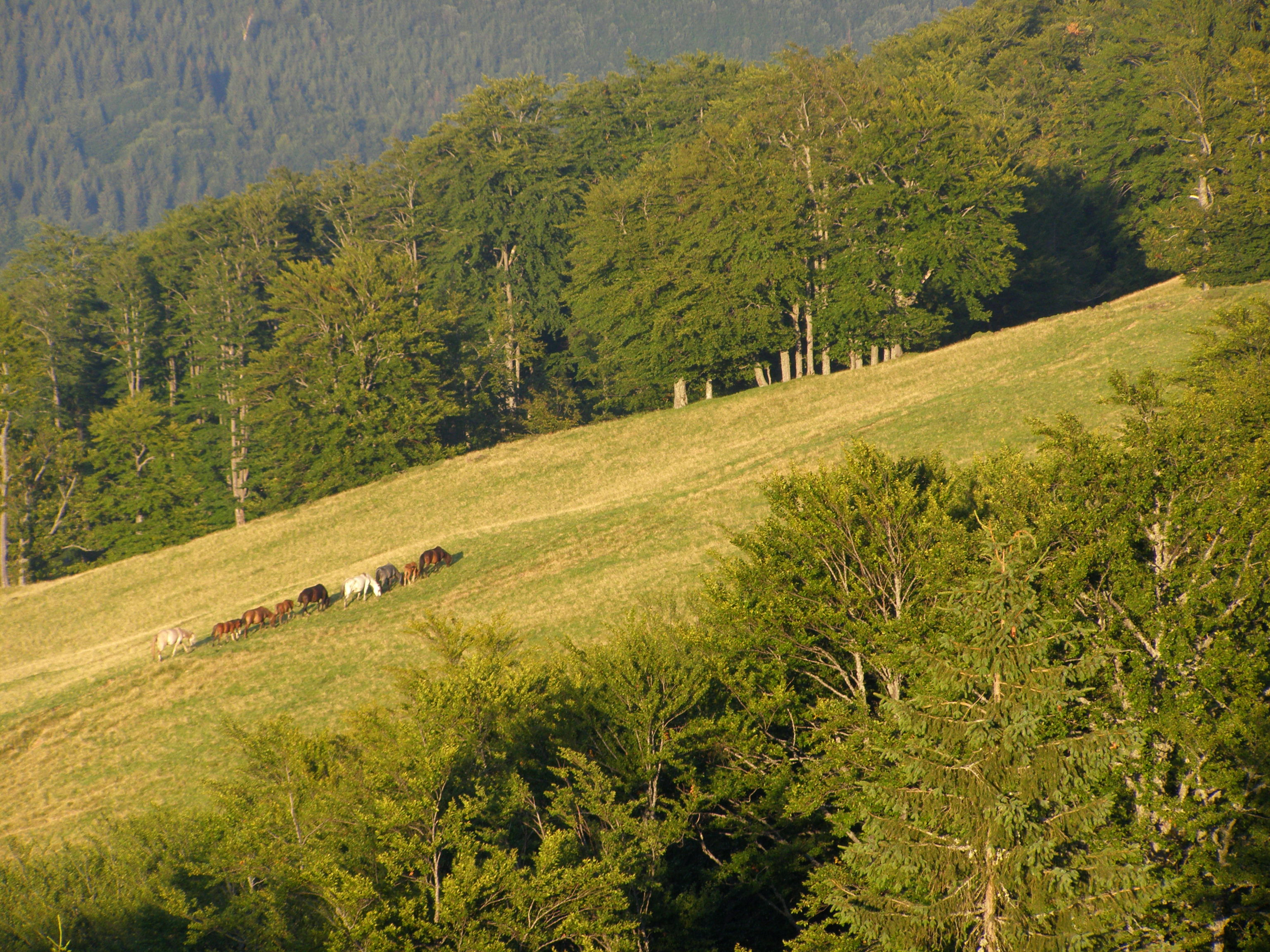
Swydiwez (Ukraine)
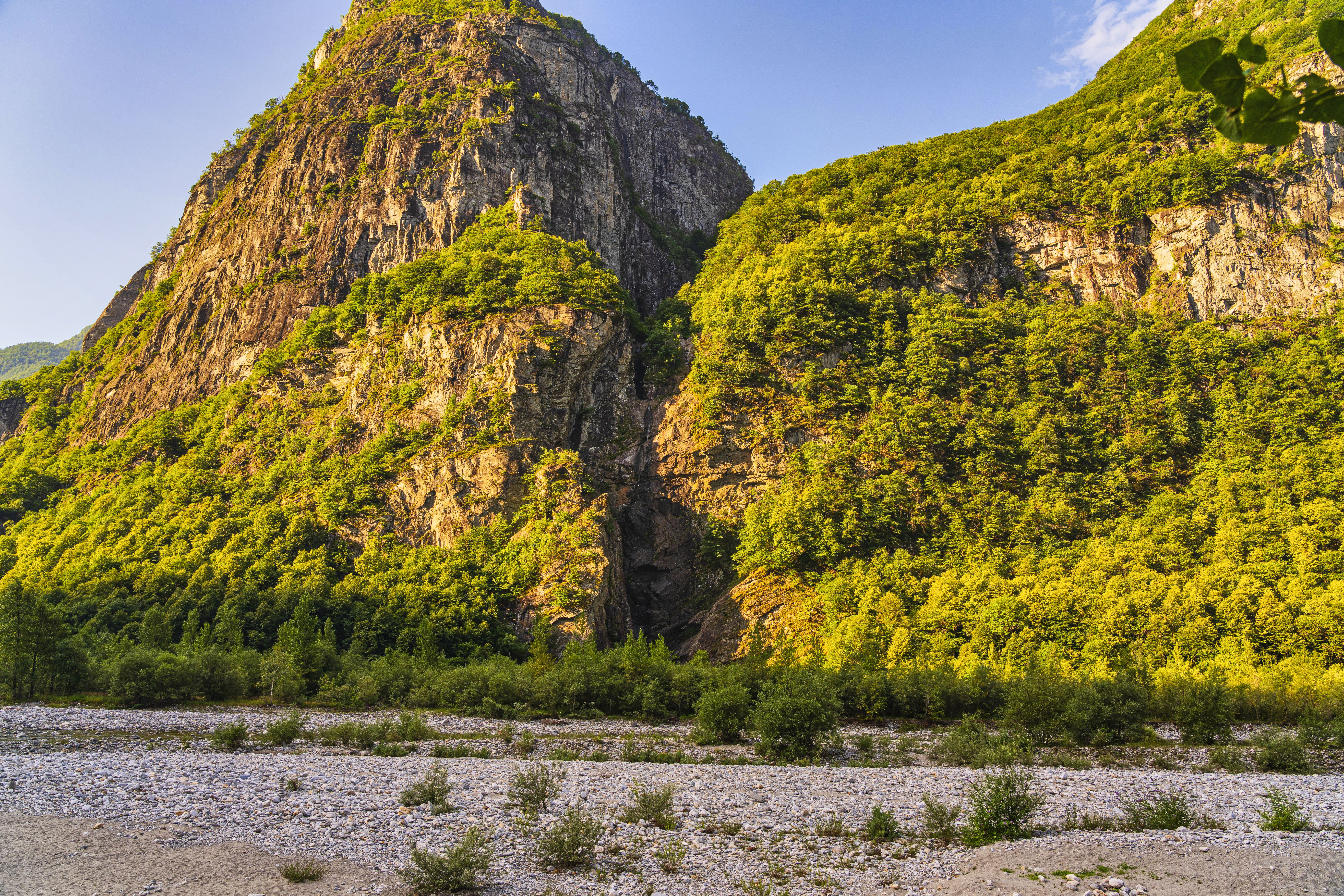
Tal Soladino (Schweiz)
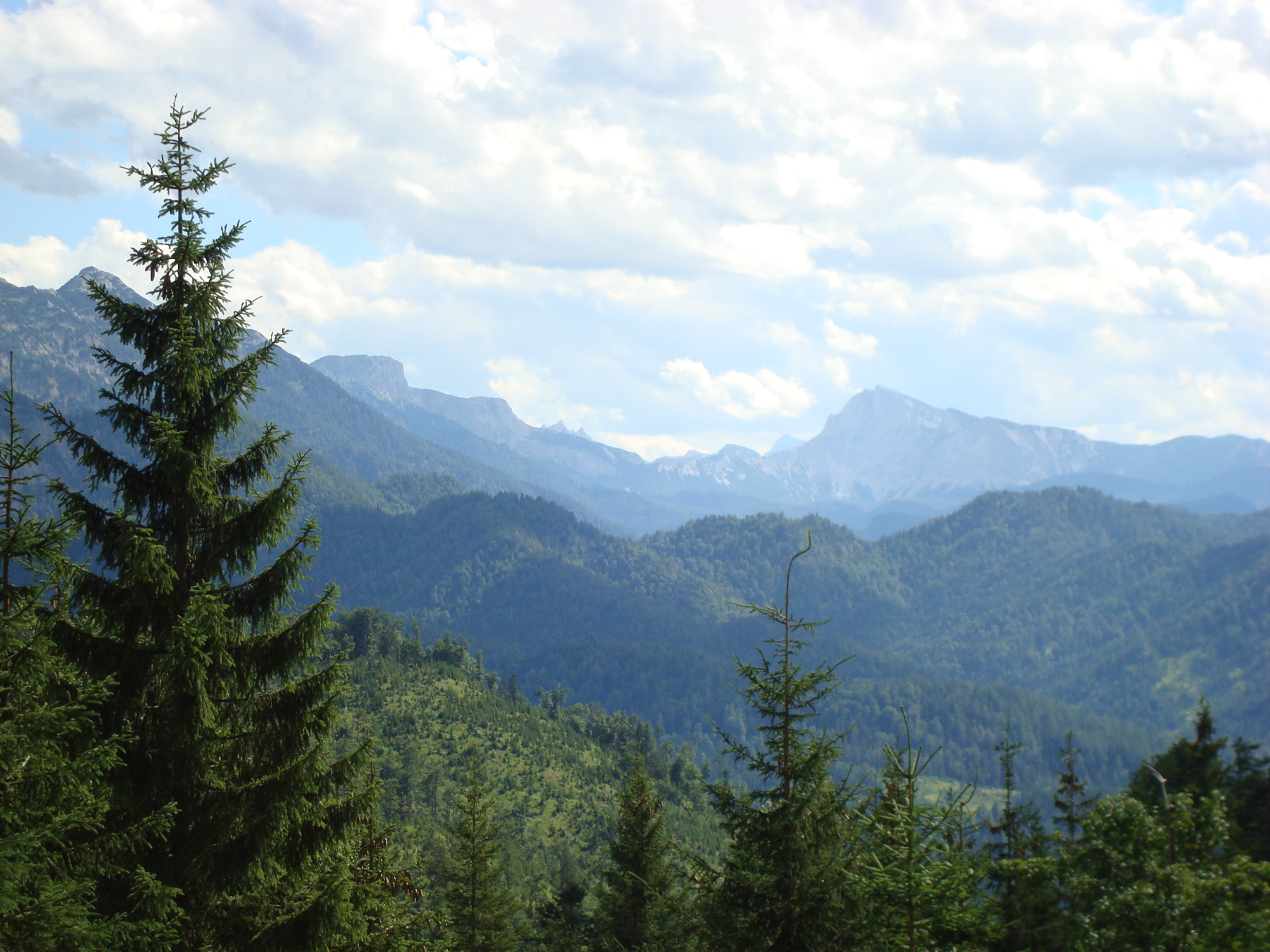
Der Rothwald am Dürrenstein (Österreich)
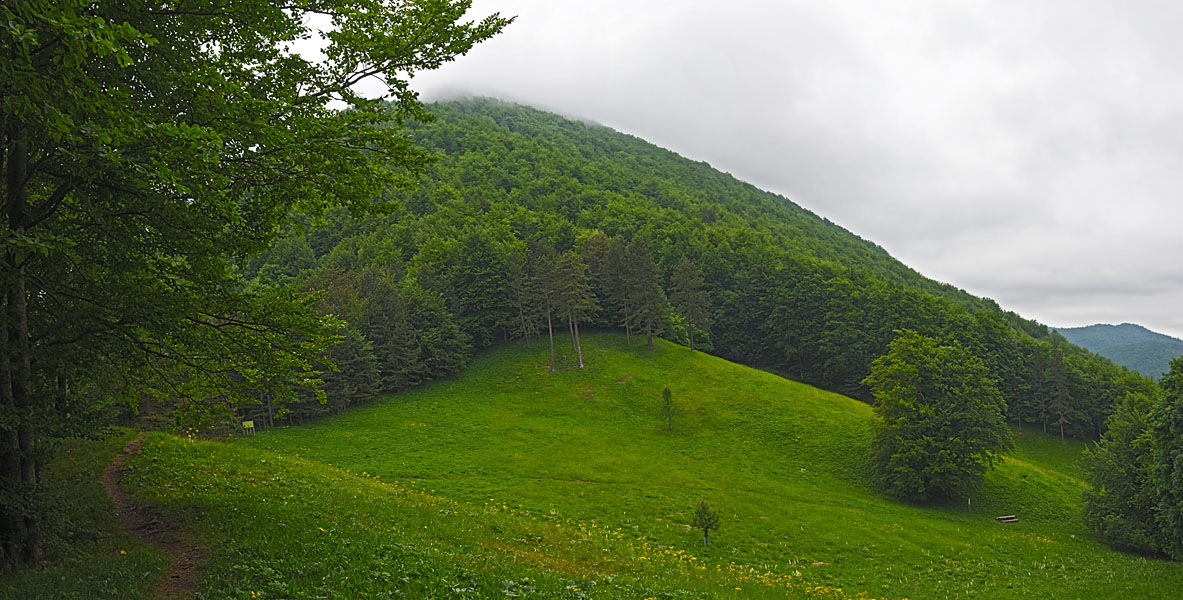
Der Krempa-Sattel, Krokar (Slowenien)
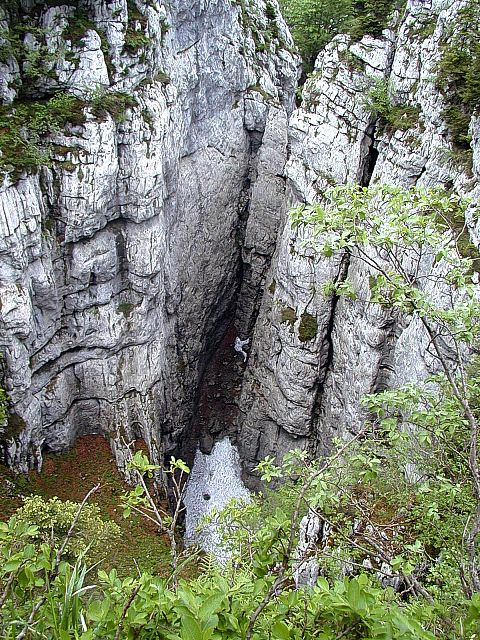
Zdrocle (Slowenien)
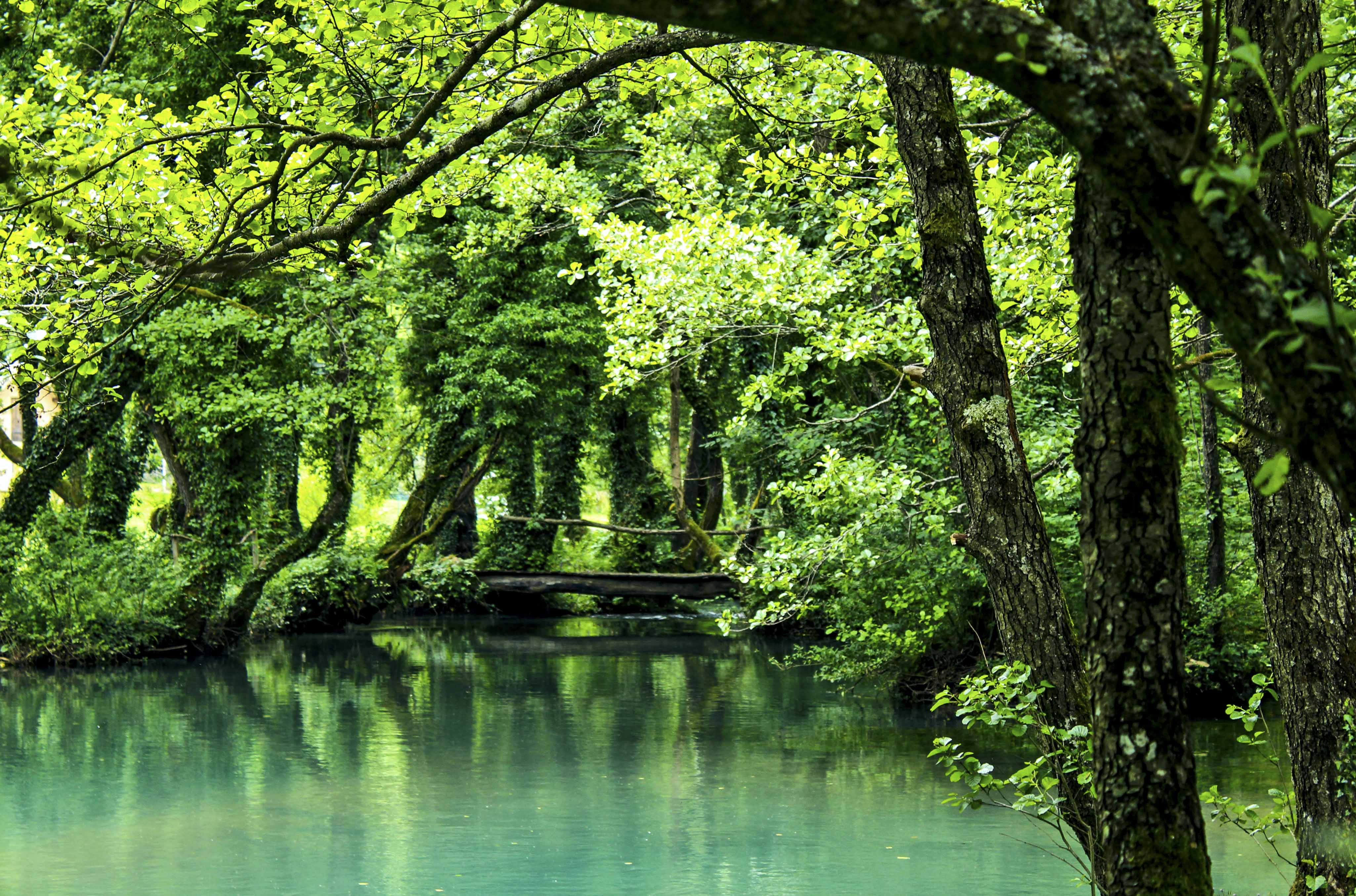
Prašuma Janj (Bosnien-Herzegowina)
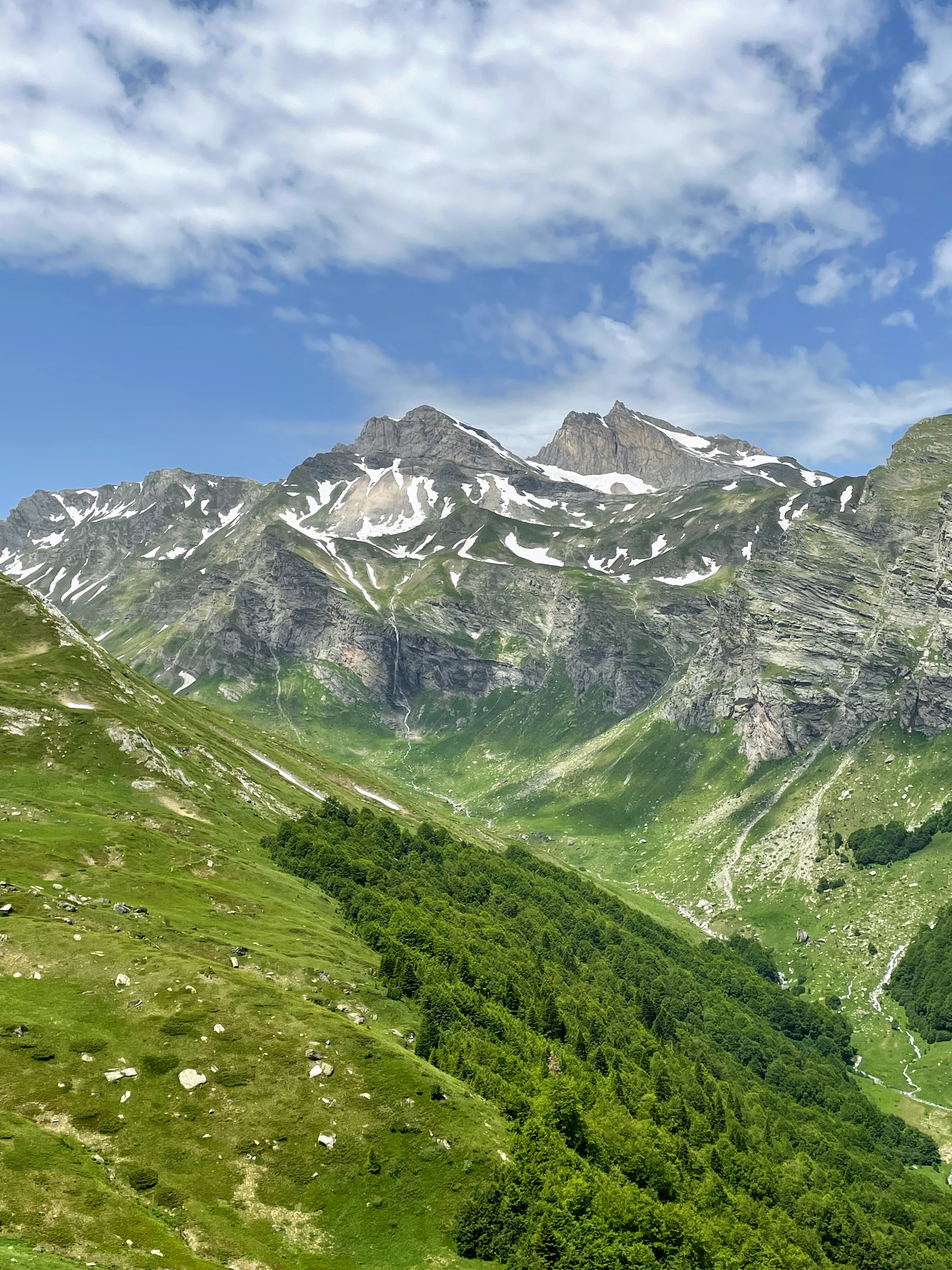
Tal des Dlaboka Reka (Nordmazedonien)
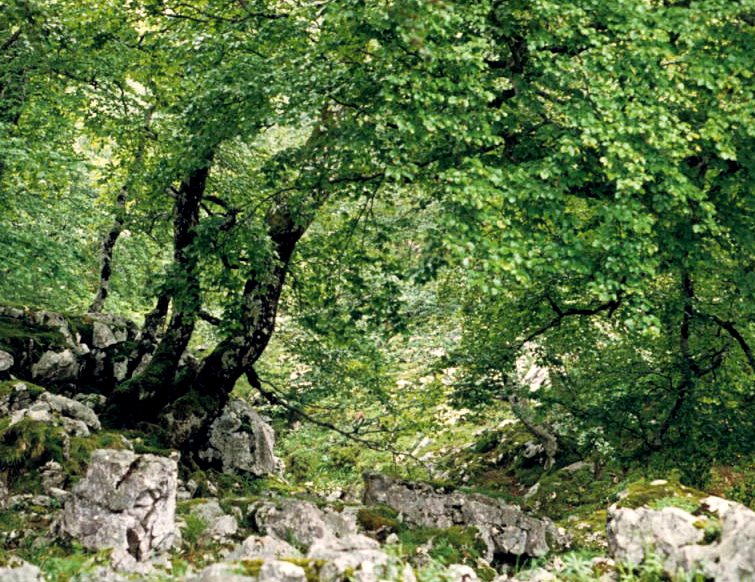
Picos de Europa (Spanien)
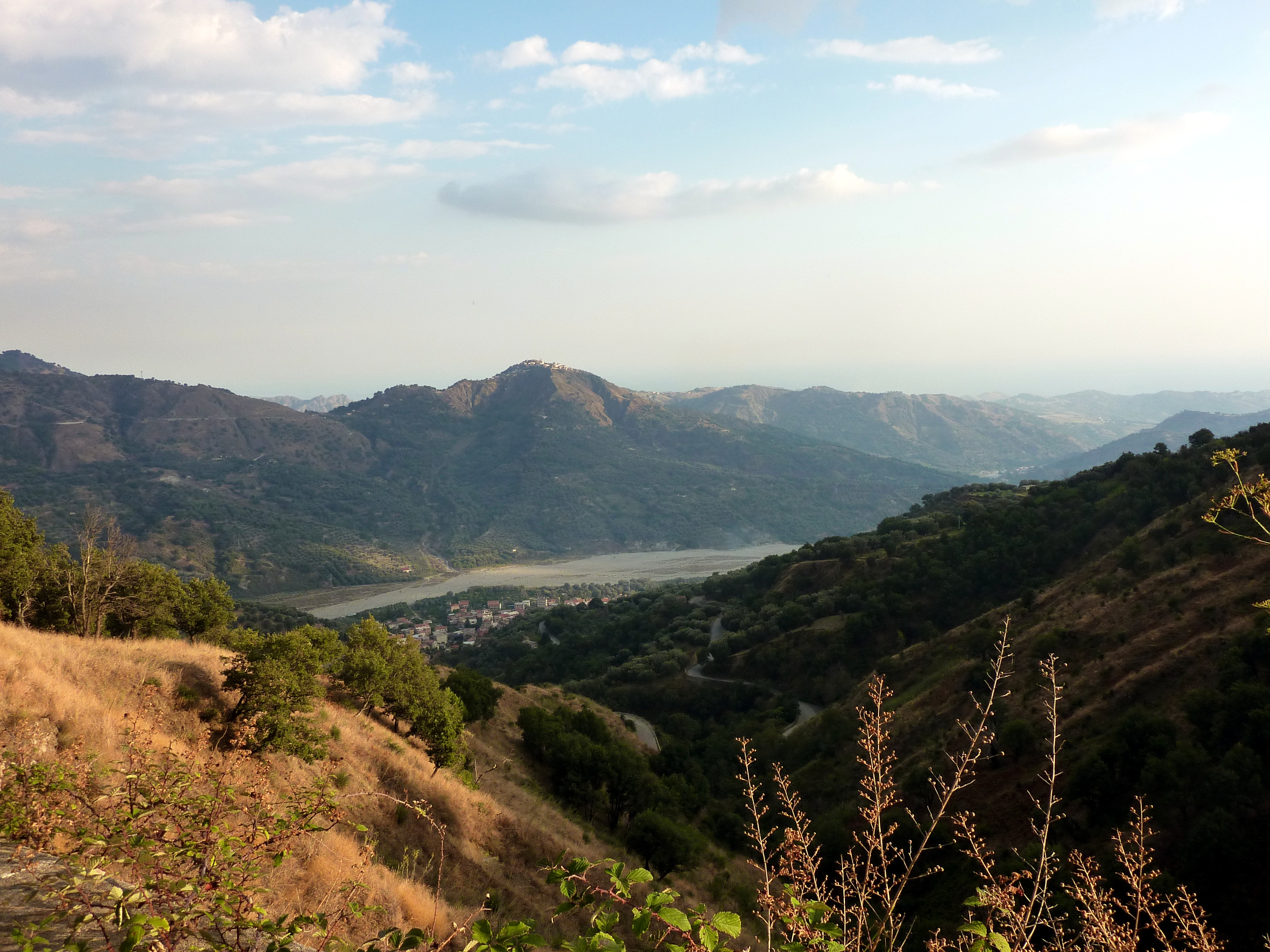
Nationalpark Aspromonte (Italien)
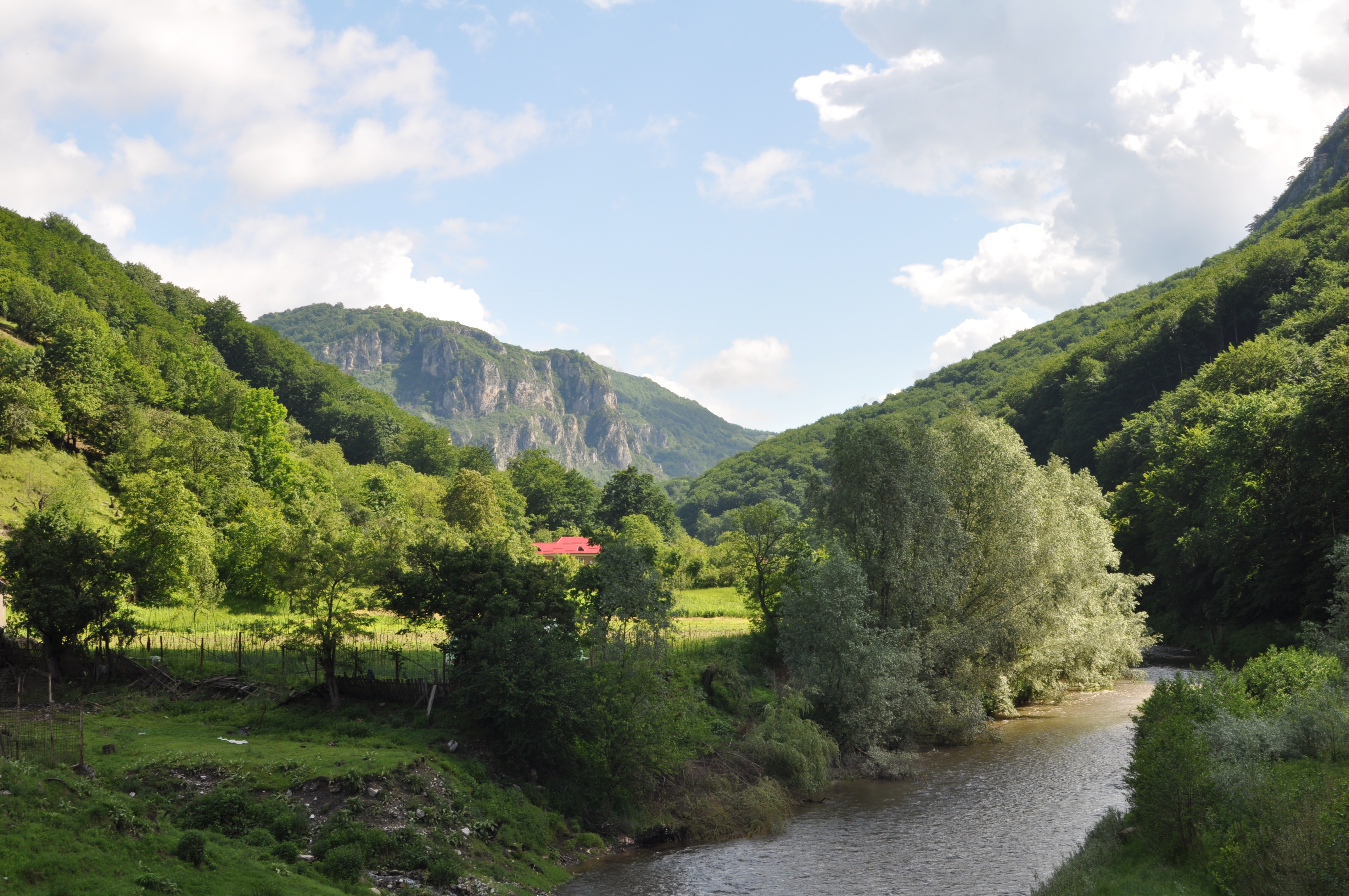
Nationalpark Domogled-Valea Cernei (Rumänien)